# Ironton (Missouri)
Ironton è un comune degli Stati Uniti d'America, situato nello Stato del Missouri, nella contea di Iron, della quale è il capoluogo.